# Luigi Federico Menabrea

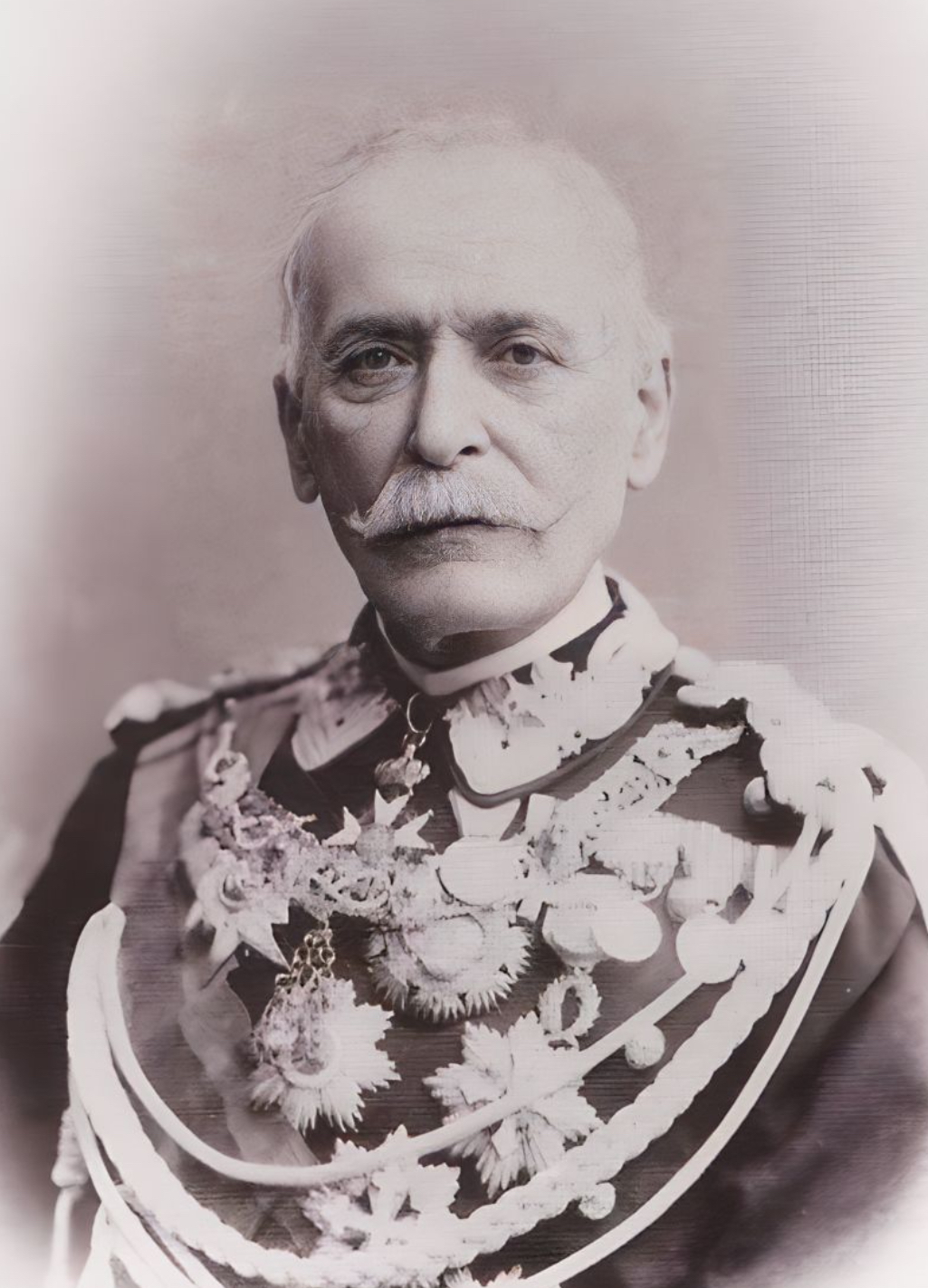
Luigi Federico Conte di Menabrea

Luigi Federico Marcello Conte di Menabrea (Luigi Federico Marcello Graf von Menabrea; * 4. September 1809 in Chambéry; † 25. Mai 1896 in Saint-Cassin) war ein italienischer Wissenschaftler, General und Politiker. Er war mehrfach Minister in verschiedenen Ressorts und von 1867 bis 1869 Präsident des Ministerrats (Ministerpräsident) von Italien und gleichzeitig Außenminister.

## Leben und Wirken
Menabrea wurde als Sohn eines Rechtsanwaltes in Hochsavoyen geboren. Nach dem Besuch einer Jesuitenschule studierte er ab 1828 in Turin Ingenieurwissenschaft und Mathematik u. a. bei den Professoren Giovanni Plana und Bidone. Im Juni 1832 schloss er sein Studium als Wasserbau-Ingenieur ab, im Januar 1833 erlangte er einen zweiten Studienabschluss als Architekt; anschließend wurde er in den Geniestab der sardinisch-piemontesischen Armee als Leutnant eingestellt. Im Dezember 1835 wechselte er an die Militärakademie, wo er angewandte Mechanik, Ballistik, Konstruktionslehre Geometrie und Geodäsie unterrichtete, hier wurde er 1839 zum Hauptmann befördert und 1843 (zusammen mit seinem Bruder Leone, einem Juristen und Historiker) geadelt. 1846 bis 1860 war er Professor der Bauingenieurwissenschaft an der Universität Turin. Da er von der Armee nur beurlaubt war, konnte er auch in dieser Zeit befördert werden: im August 1848 zum Major, im August 1849 zum Oberst, im April 1859 zum Generalmajor und im September 1860 zum Generalleutnant. Als Kommandeur der Genietruppen nahm er am Sardinischen Krieg teil, nach dem Krieg wurde er Generalinspekteur dieser Truppengattung. 1861 wurde er Generaladjutant des Königs Viktor Emanuel II. und kurze Zeit später zum Grafen erhoben.
1846 heiratete er Carlotta Richetta, aus der Familie der Grafen von Valgoria. Der einzige in der Literatur erwähnte Sohn aus dieser Ehe starb im Frühjahr 1867.

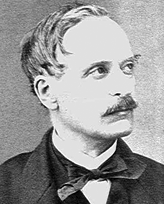
Luigi Federico Menabrea

Er war Mitglied der Accademia delle Scienze di Torino und der Accademia Nazionale dei Lincei und Ehrendoktor des Bürgerlichen Rechts der Universitäten Oxford und Cambridge. Seit Dezember 1874 war er assoziiertes Mitglied der Königlichen Akademie von Belgien in Brüssel und seit 1887 korrespondierendes Mitglied der Académie des sciences in Paris.

## Wissenschaftliche Bedeutung
1840 fand in Turin an der Akademie der Wissenschaften der zweite Kongress der italienischen Wissenschaftler statt, auf dem der eingeladene Charles Babbage seinen Entwurf einer Rechenmaschine vorstellte und mit den Zuhörern diskutierte. Die bei Rechenmaschinen notwendige Verkettung von Rechenoperationen stellt eine Vorstufe der Programmierung dar.
Hauptsächlich befasste sich Menabrea jedoch mit Problemen der angewandten Mechanik. Auf diesem Gebiet stellte er 1858 den Satz von Menabrea auf, der sich mit Formänderungsenergien in Baustoffen (z. B. Durchbiegen eines Balkens) beschäftigt und heute als Sonderfall des rund 20 Jahre später aufgestellten Satzes von Castigliano gilt.

## Politische Karriere
Von 1848 bis 1850 und wieder von 1850 bis 1864 war Menabrea Ratsherr seines Wohnortes Turin. Von 1848 bis 1859 (als er wegen seiner Ernennung zum General automatisch ausschied) war er auch für einen Wahlkreis im Aostatal Mitglied der sardinisch-piemontesischen Abgeordnetenkammer. Als Abgeordneter hielt er sich zu den Hochkonservativen, so stimmte er sowohl 1852 gegen die Einführung der Zivilehe als auch gegen die Aufhebung bestimmter katholischer Ordensgemeinschaften. Etwa ab 1857 galt er als das Haupt dieser parlamentarischen Gruppe. Als Parlamentarier war er Mitglied der italienischen Kommission für die Alpentunnelprojekte, außerdem wirkte er an der Neuaufstellung eines gesamtitalienischen Katasters mit und vertrat sein Land ab Mai 1858 in der Europäischen Donaukommission.
Im Februar 1860 ernannte ihn der König zum Senator auf Lebenszeit. Schon 1848/49 und wieder 1859/60 wurden ihm zahlreiche kurzfristige politisch-diplomatische Aufgaben im Rahmen der italienischen Einigung übertragen, z. B. als diplomatischer Vertreter Sardiniens bei den provisorischen Regierungen der Herzogtümer Parma und Piacenza oder als königlich-sardinischer Kommissar bei den Truppen des Kirchenstaates.
Von Juni 1861 bis März 1862 war er Marineminister im Kabinett Ricasoli I. In diese Zeit fällt die Gründung der bis heute wichtigsten italienischen Flottenbasis La Spezia, aber auch der Ausbau anderer Marinebasen gehörte zu den Aufgaben Menabreas. Nach einem dreiviertel Jahr ohne Ministeramt wurde er im Dezember 1862 Minister für Öffentliche Arbeiten im Kabinett Farini und blieb dies auch im Kabinett Minghetti I bis zu dessen Sturz 1864. Trotz der desaströsen Lage der öffentlichen Finanzen konnte er in seiner Amtszeit das Eisenbahnnetz um etwa 2000 km erweitern. Auch die ersten italienischen Briefmarken wurden unter seiner ministeriellen Verantwortung herausgegeben.
Vom 27. Oktober 1867 bis zum 14. Dezember 1869 amtierte Menabrea als Ministerpräsident und Außenminister des Königreichs Italien. Wegen fehlender Parlamentsmehrheiten musste er in diesen etwas mehr als zwei Jahren zweimal das Kabinett umbilden, was jeweils mit einem neuen Regierungsauftrag durch König Viktor Emanuel II. verbunden war, so dass Menabrea insgesamt drei Regierungen anführte. Die Regierung Menabrea I bestand nur wenige Wochen und setzte sich ausschließlich aus Senatoren und hohen Beamten ausgesprochen konservativer Prägung zusammen, was von der liberalen Kammermehrheit als Kampfansage verstanden und mit einem Misstrauensvotum im Dezember 1867 beantwortet wurde. Die  Regierung Menabrea II war zwar parteipolitisch etwas mehr in die Mitte gerückt, bestand aber fast ausschließlich aus Norditalienern, was die Vertreter des Südens – egal ob konservative Großgrundbesitzer oder radikale Liberale – einhellig kritisierten. Die Regierung verkündete eine Verwaltungsreform und die Sanierung des Staatshaushaltes als ihre Ziele. Zu letzterem Zweck führte sie eine Mehlsteuer ein, was zu ihrer Unpopularität stark beitrug. Recht und Wirklichkeit drifteten immer weiter auseinander, Unruhen mussten blutig unterdrückt werden. Auch das wichtigste außenpolitische Projekt – die Erwerbung Roms im Gegenzug für eine Beteiligung Italiens an einem gegen den Norddeutschen Bund gerichteten französisch-österreichischen Bündnis – an der französisch-innenpolitisch begründeten Weigerung Napoleons III., diesen Preis zu bezahlen, scheiterte. Im Mai 1869 bildete er seine Regierung mit dem Kabinett Menabrea III erneut um, um sich eine breitere parlamentarische Basis zu verschaffen. Die neue Regierung wurde aber bald Bestechlichkeit nachgesagt, nachdem sie einen Gesetzesvorschlag im Parlament eingebracht hatte, mit dem die Tabakherstellung einer privaten Gesellschaft übertragen werden sollte. Den Widerstand des Parlaments wollte er mit einer Auflösung des Parlaments und mit Ausrufung von Neuwahlen brechen, was der König jedoch ablehnte. In der Folge verstärkte sich die Opposition in der Kammer noch, so dass er sich schließlich gezwungen sah zurückzutreten.
In den 1870er und 1880er Jahren nahm Menabrea zahlreiche Ehrenämter wahr – von der Stellvertretung des Königs bei der Krönung Oskar II. 1873 über die Präsidentschaft des Verwaltungsrates des Annunziaten-Ordens bis zum Vorsitz des Heraldischen Beirates ab 1875. Von 1874 bis 1882 vertrat er sein Land als Botschafter in London, anschließend bis 1892 in Paris.

## Schriften (Auswahl)
- Notions sur la machine analytique de M. Charles Babbage. In: Bibliothèque universelle de Genève. Neue Folge, Band 41, 1842, S. 352–376 (Digitalisat, Separatdruck).
  - Sketch of the Analytical Engine invented by Charles Babbage, Esq. In: Scientific memoirs, selected from the transactions of foreign Academies of Science and learned societies, and from foreign. Band 3, Richard and John E. Taylor, London 1843, S. 666–690 (Digitalisat, Adas Anmerkungen: S. 691–731) – übersetzt und mit Anmerkungen von Ada Lovelace.
- Nouveau principe sur la distribution des tensions dans les systèmes élastiques. Paris 1858.
- Memorie. (Autobiografie) zuletzt Florenz 1971